# Ernst Ruben
Ernst Ruben (* 21. September 1880 in Berlin; † 19. November 1944 in Eberswalde) war ein deutscher Jurist und Richter. Während der Sozialisierungsbewegung im Ruhrgebiet wurde er vom Essener Arbeiter- und Soldatenrat im Januar 1919 zum Volkskommissar zur Sozialisierung des Ruhrbergbaus eingesetzt. Später war er Staatskommissar im Land Braunschweig und seit 1928 war er leitender Richter am Arbeitsgericht Berlin.

## Leben

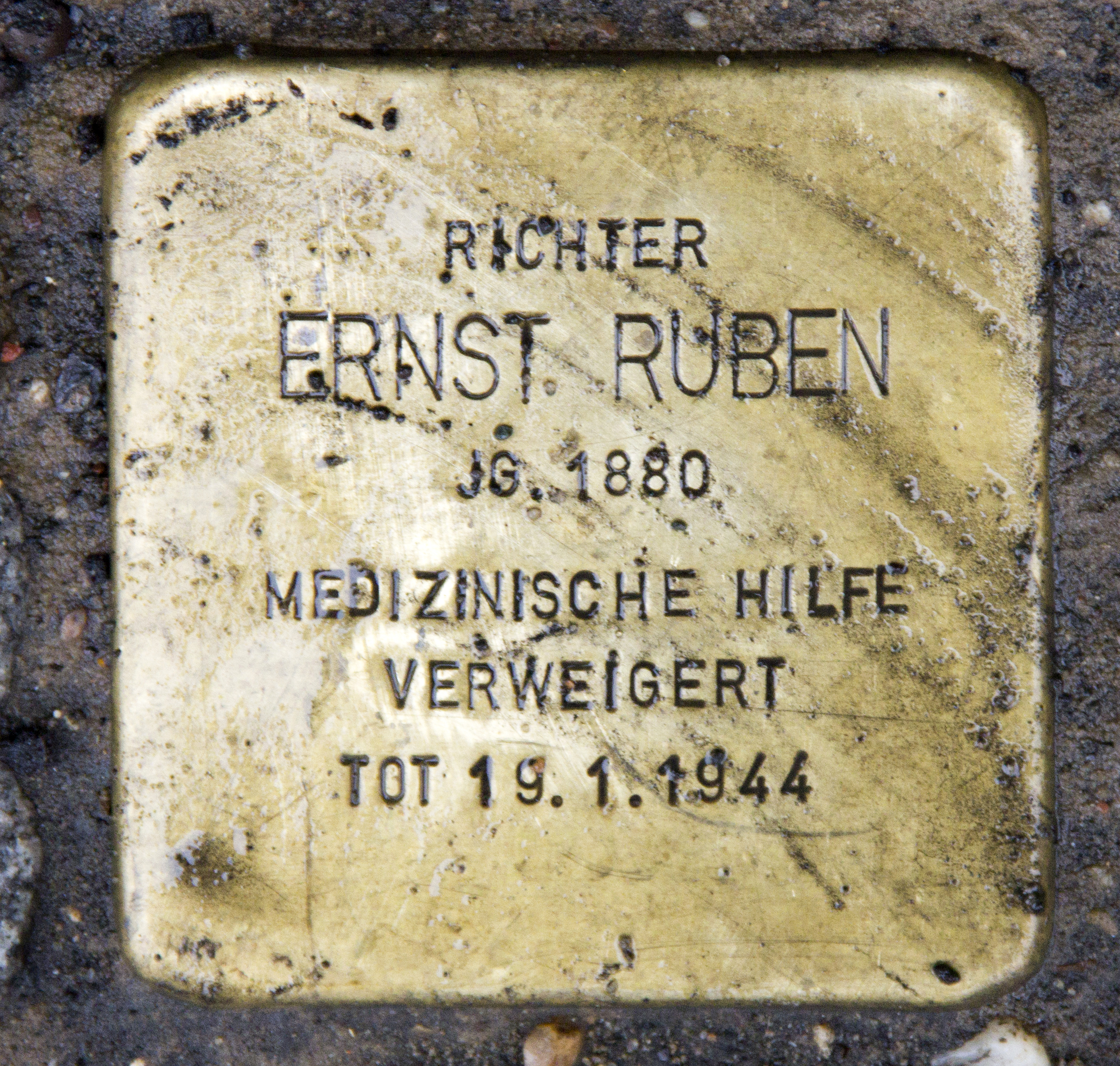
Stolperstein Magdeburger Straße, Berlin

Er studierte Rechtswissenschaft und Politikwissenschaften, Geschichte und Sozialwissenschaften in Freiburg und Berlin. Ruben war einer der Begründer der Freistudentenschaft. Sein juristisches Referendariat absolvierte er in Nauen und Berlin. Daneben studierte er Ethnologie und war Dozent in Arbeiterbildungsvereinen. Seit 1907 war er Hilfsrichter am Landgericht Berlin. Daneben hielt er Vorträge und veröffentlichte Schriften. Zwischen 1914 und 1918 war Ruben Richter am Landgericht Essen.
Während der Sozialisierungsbewegung im Ruhrgebiet wurde er während des Januarstreiks 1919 vom Essener Arbeiter- und Soldatenrat aus MSPD, USPD und KPD zum Vorsitzenden (Volkskommissar) einer Neunerkommission zur Sozialisierung des Bergbaus berufen. Wirklich aktiv ist er in der kurzen Zeit seiner Berufung aber wohl nicht geworden.
Seit Juni 1919 war er Richter am Landgericht I in Berlin. Zwischenzeitlich war er von 1920 bis 1922 Staatskommissar in Braunschweig. Dort wirkte er an der Erarbeitung der Landesverfassung mit und überwachte die ersten Landtagswahlen. 
Ruben gehörte seit 1920 der SPD an und war Mitglied im Republikanischen Richterbund. Er war auch Mitglied in der Vereinigung sozialdemokratischer Juristen. Er gehörte dem neu gegründeten Berliner Arbeitsgericht zunächst als Stellvertreter und seit 1928 als Vorsitzender Richter an. Im Jahr 1932 trat er aus der SPD aus.

Nach dem Beginn der nationalsozialistischen Herrschaft wurde er als Jude und Sozialist auf Grundlage des Gesetzes zur Wiederherstellung des Berufsbeamtentums mit verringerten Bezügen entlassen. Wegen seiner „privilegierten Mischehe“ entging er während des Holocaust der Deportation. Nach einem Knöchelbruch wurde er tagelang als Jude nicht medizinisch behandelt. An den Folgen der verweigerten Behandlung starb er. 

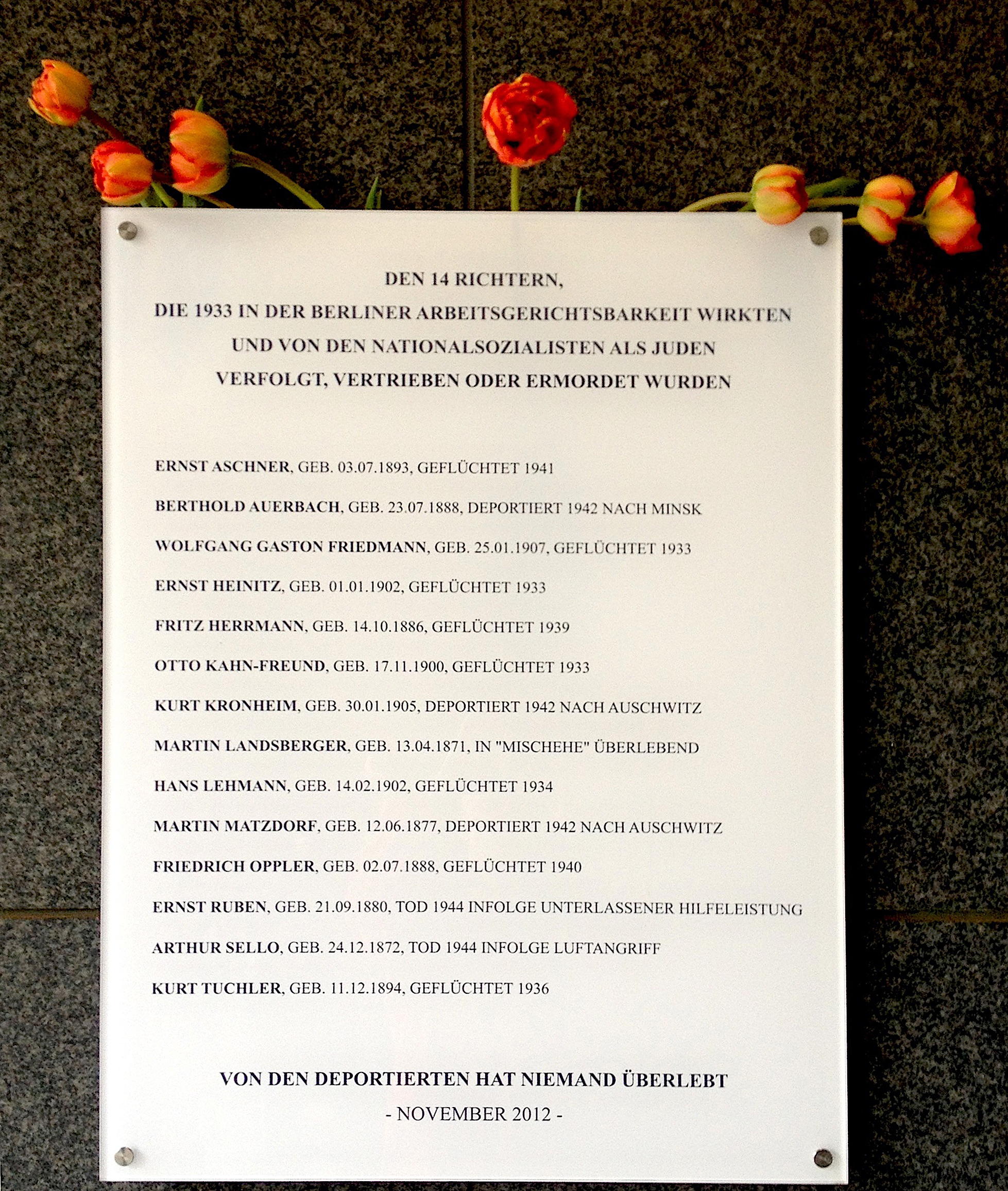
Gedenktafel zu Ehren der jüdischen Richter in der Berliner Arbeitsgerichtsbarkeit

Zu seiner Erinnerung wurde am Arbeitsgericht Berlin am Magdeburger Platz 1 ein Stolperstein verlegt. Ein weiterer Stolperstein befindet sich vor seinem letzten Wohnhaus, Eisenacher Straße 48, in Berlin-Schöneberg.